# Mustafa II
Mustafa II (còn có tên là Mustafa Oglu Mehmed IV) (1664 – 1703) là vị sultan thứ 22 của Đế quốc Ottoman từ ngày 6 tháng 2 năm 1695 tới ngày 22 tháng 8 năm 1703.

## Tiểu sử
Sultan Mustafa II ra đời ngày 6 tháng 2 năm 1664 tại Istanbul. Là con của Sultan Mehmed IV và Emetullah Rabia Gulnus Sultana. Thân mẫu ông là người gốc Crete. Thuở nhỏ, ông học giỏi về môn khoa học. Ba ngày sau khi lên ngôi; vị tân vương tổ chức hội thề (hatti humayun) viết về những điều mình sắp thực hiện với tư cách là một hoàng đế. Trong văn bản của mình ông có nói, Trẫm và các khanh sẽ tuyệt đối được sống vui thú và an hưởng vinh hoa phú quý. Ngoài ra, ông còn viết và gửi cho quan đại thần một văn bản dài hơn, Trẫm đây không lạm dụng quyền lực và vinh hoa phú quý. Nếu quá cần thiết trẫm chỉ ăn bánh mì. Trẫm hiến dâng long thể của mình cho Đạo Hồi. Trẫm nhận thấy đế quốc đang suy vong. Cho tới khi hoàn thành sứ mệnh của mình với đế quốc trẫm sẽ không ra chiến trường. Dĩ nhiên là khi có chiến tranh thì trẫm sẽ chỉ huy quân đội.

## Hiệp định Karlofca
Ba cuộc chiến tranh tàn khốc xảy ra dưới triều sultan Mustafa II. Vào năm 1697, ông mang 10 vạn đại quân đi đánh quân Áo, và trạm chám với danh tướng Eugène de Savoie-Carignan trong trận đánh tại Zenta. Quân của Sultan đại bại. Đồng thời, Venezia xâm lược Morea và Dalmatia; Ba Lan xâm lược Moldavia. Năm 1682, Pyotr Đại đế lên trị vì Nga. Ông này cải tổ lại quân đội Nga, và gây chiến với Đế quốc Ottoman. Ông ta bị quân Ottoman đánh bại, nhưng Pyotr phản công và lấy được Thành Azak ngày 6 tháng 8 năm 1696. Sau một thời gian chiến tranh lâu dài, quân đội Ottoman quá mỏi mệt. Kết quả là ngày 26 tháng 1 năm 1699 Mustafa II ký Hiệp định Karlofca. Theo hiệp định này, người Ottoman phải nhượng toàn bộ Wallachia và Hungary cho Thánh chế La Mã, nhượng Ukraine và Podolia cho Ba Lan và nhượng Morea và Dalmatia cho Venezia. Sau hiệp định này Đế quốc Ottoman bắt đầu suy vong
Ngày 14 tháng 7 năm 1700, Đế quốc Ottoman ký Hiệp định Istanbul với Nga: Ottoman nhượng Nga Thành Azak.
Đến năm 1703, sultan Mustafa II bắt đầu quên lời thề của mình khi lên ngôi. Tuy đã nói mình là ...sẽ không được sống vui thú..., vị hoàng đế này tối ngày đi săn. Ông giao việc triều chính cho tể tướng và thầy học của ông là Feyzullah Efendi. Điều này dẫn tới sự mâu thuẫn trong quân đội Thổ, khiến cho Mustafa bị mất ngôi.

## Hoàng đế mất ngôi

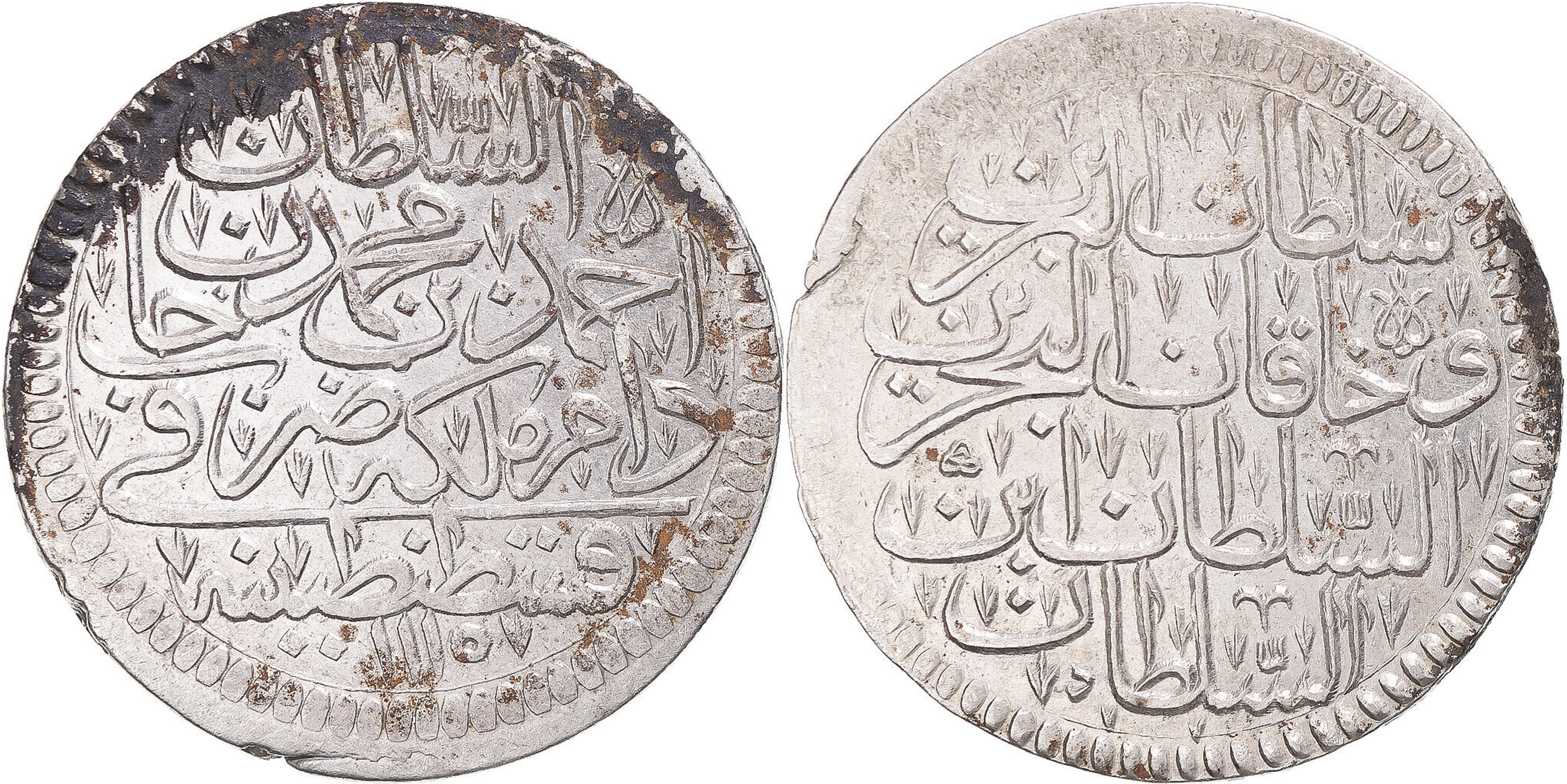
Xu bạc 1 kurus Mustafa II được đúc năm 1695, với trọng lượng 19,7g với 42,5% bạc

Vì thú vui săn bắn, sultan Mustafa II ngày qua ngày sống ở Erdine thay vì ở kinh đô Istanbul. Trước sự thờ ơ về việc trị nước của hoàng đế, quân triều đình Istanbul khởi nghĩa, trực chỉ Erdine. Khi biết tin, Mustafa II thành lập một đạo quân ở Erdine và phản công, nhưng các chỉ huy của đạo quân Erdine rút về với lý do là không muốn thấy cảnh đồng bào chém giết lẫn nhau. Nghĩa quân cuối cùng đã tới được Erdine. Sultan Mustafa II cũng bị lật đổ. Ngày 22 tháng 8 năm 1703, hoàng đệ Ahmed lên ngôi. Cựu hoàng Mustafa II qua đời vào ngày 29 tháng 12 cùng năm đó (1703). Quan tài ông được đưa tới Istanbul và chôn cất ở Lăng mộ Turban Sultan, gần lăng mộ của vua cha Mehmed IV.

## Các công trình kiến trúc
Nhiều công trình kiến trúc được Mustafa II cho xây dựng, bao gồm:Kulliye Sarachanebasi Amcazade Huseyin Pasha, Dinh Mesrula nhìn ra biển ở pháo đài Tiểu Á, Thư viện Quốc gia (Millet) ở Fatih và cả Thánh đường Erzurum Kursunlu.

## Gia quyến
Các hoàng phi của Mustafa II:
- Ali-cenab
- Valide Sultan Sheh-Suvar
- Valide Sultan Saliha Sebkati
- Huma Shah Haseki
- Afife Haseki
- Hatice Haseki

Các con:
- Mahmud I - con trai, Sultan thứ 24 của Đế quốc Ottoman
- Osman III - con trai, Sultan thứ 25 của Đế quốc Ottoman
- Huseyin - con trai
- Selim - con trai
- Mehmed - con trai
- Murad - con trai
- Ummugulsun - con gái
- Ayse - con gái
- Emetullah - con gái
- Emine - con gái
- Rukiye - con gái
- Sofye - con gái
- Zahide - con gái
- Atike - con gái
- Fatma - con gai
- Zeyda - con gái
- Zahide - con gái